# Battle of the Garages, Vol. 4
Battle of the Garages, Vol. 4 è il quarto album della omonima collana discografica, pubblicato negli USA nel 1986 dalla Voxx Records.

## Tracce

### Lato A
1. The Cannibals – Good Times – 2:57 (Allen Schram) – Cover di un brano dei Nobody's Children
2. The Otherside – Haunted House – 2:51 (Michel Terstegen)
3. Les Thugs – Femme Fatale – 2:58 (Christophe Sourice, Eric Sourice, Gerald Chabaud, Pierre-Yves Sourice, Thierry Meanard)
4. The Surfadelics – Bad Little Girl – 2:12 (Barry Lancaster, Ken Lupton, Mark Lee, Tony Bernstein)
5. The Klepstones – She'll Always Be Mine – 1:56 (Forrest Bivens, James Cole, Peter Greenberg)
6. Sex Museum – Drugged Personality – 3:07 (Fernando Pardo, Marta Ruiz)
7. The Legendary Golden Vampires – Strychnine (Gerry Roslie) – Cover di un brano dei The Sonics
8. Bad Karma Beckons – Listen – 3:36 (Carol Walters)

### Lato B
1. The Last Drive – Every Night – 4:12 (Jim Foster, Jim Quarles) – Cover di un brano dei The Human Expression
2. Sick Rose – I Want Love – 1:59 (L. Bejerre)
3. Los Negativos – Viaje Al Norte – 3:14
4. Green Telescope – Thinkin' About Today – 2:47 (Ronald Splinter, Wally Tax)
5. The Birdmen Of Alkatraz – April Dancer – 2:59 (Daniele Caputo)
6. Les Coronados – Free Again – 2:22 (Alex Chilton)
7. Les Flamingos – Let It Shine – 4:11 (Alain Boisseau)